# Trichius
Trichius is het geslacht van de penseelkevers uit de  familie van de bladsprietkevers (Scarabaeidae). De dekschilden zijn net als bij hun familieleden behaard. De bovenzijde van de dekschilden zijn meestal geel met prominente zwarte vlekken die onvolledige banden vormen. Hieraan en het feit dat ze van opzij gezien lijken op een harige mollige bij, hebben zij hun Engelse naam Bee Beetle te danken.

## Soorten
Het geslacht omvat de volgende (onder)soorten:
- Trichius abdominalis Ménétries, 1832
- † Trichius amoenus Heer, 1847
- Trichius fasciatus Linnaeus, 1758- Penseelkever
- Trichius gallicus Dejean, 1821
  - Trichius gallicus zonatus Germar, 1831
- Trichius japonicus Janson, 1885
- Trichius orientalis Reitter, 1894
- † Trichius rotundatus Heer, 1862
- Trichius sexualis Bedel, 1906
- Trichius unifasciatus Heer, 1862